# Hermeray
Hermeray is een gemeente in het Franse departement Yvelines (regio Île-de-France) en telt 899 inwoners (2004). De plaats maakt deel uit van het arrondissement Rambouillet.

## Geografie
De oppervlakte van Hermeray bedraagt 18,0 km², de bevolkingsdichtheid is 49,9 inwoners per km².
De onderstaande kaart toont de ligging van Hermeray met de belangrijkste infrastructuur en aangrenzende gemeenten.

## Demografie
Onderstaande figuur toont het verloop van het inwonertal (bron: INSEE-tellingen).

1. ↑  Populations de référence 2022.